# Klasika Primavera
Klasika Primavera [de Amorebieta] (spanska -  på baskiska Udaberriko Klasikoa), på svenska "Vårklassikern" eller "Amorebietas vårklassiker", fram till och med 2001 kallat Gran Premio Primavera [de Amorebieta], var ett spanskt endagslopp i landsvägscykling som avhölls årligen från 1955 till 2019 kring Amorebieta i Baskien. Två lopp som hölls 1946 och 1947 var ej arrangerade av Sociedad Ciclista Amorebieta och betraktas ej som officiella. När UCI Europe Tour instiftades 2005 inluderades Klasika Primavera (kategoriserat som 1.1). 2020 ställdes loppet in på grund av personalbrist och 2021 på grund av coronapandemin . Det har inte arrangerats sedan dess (2024).
Loppet kördes normalt i första halvan av april (1955 och 1957 i mars, annars 1–22 april).

## Podieplaceringar
| År         | Vinnare                 | Tvåa                    | Trea                  |
| 1946       | Dalmacio Langarica      | Miguel Lizarazu         | Francisco Exposito    |
| 1947       | Miguel Poblet           | José López Gandara      | Julián Berrendero     |
| 1948– 1954 | ej avhållet             | ej avhållet             | ej avhållet           |
| 1955       | Hortensio Vidaurreta    | Jesús Loroño            | Carmelo Morales       |
| 1956       | Cosme Barrutia          | Jesús Morales           | Antonio Barrutia      |
| 1957       | Emilio Cruz             | Carmelo Morales         | Francisco Moreno      |
| 1958       | Antonio Karmany         | Jacinto Urrestarazu     | Jesús Davoz           |
| 1959       | Roberto Morales         | Carmelo Morales         | Francisco Moreno      |
| 1960       | Carmelo Morales         | Felipe Alberdi          | Antonio Karmany       |
| 1961       | Julio San Emeterio      | Miguel Muruaga          | Roberto Morales       |
| 1962       | Francisco Gabica        | Eusebio Vélez           | Antonio Barrutia      |
| 1963       | Eusebio Vélez           | José Antonio Momeñe     | Manuel Martín Piñera  |
| 1964       | Eusebio Vélez           | Rafael Carrasco         | José Pérez Francés    |
| 1965       | José Pérez Francés      | Luís Otaño              | Ramón Sáez            |
| 1966       | Antonio Gómez del Moral | José Antonio Momeñe     | José Pérez Francés    |
| 1967       | Antonio Gómez del Moral | José Manuel López       | Jorge Mariné          |
| 1968       | Eusebio Vélez           | Domingo Perurena        | Salvador Canet        |
| 1969       | José Manuel Lasa        | Antonio Gómez del Moral | José Manuel López     |
| 1970       | Carlos Echeverría       | Joaquín Galera          | Jesús Aranzabal       |
| 1971       | Domingo Perurena        | José Manuel López       | Agustín Tamames       |
| 1972       | José Gómez Lucas        | José Luis Abilleira     | Agustín Tamames       |
| 1973       | Miguel María Lasa       | José Luis Abilleira     | Ventura Diaz          |
| 1974       | Andrés Oliva            | Domingo Perurena        | José Luis Abilleira   |
| 1975       | Antonio Martos          | José Martins            | José Antonio González |
| 1976       | Enrique Cima            | Javier Elorriaga        | Eulalio Garcia        |
| 1977       | Vicente López Carril    | Enrique Cima            | Klaus-Peter Thaler    |
| 1978       | Domingo Perurena        | Jesús Suárez Cueva      | Elualio Garcia        |
| 1979       | Miguel María Lasa       | Dominique Sanders       | Jesús Suárez Cueva    |
| 1980       | Juan Fernández          | Miguel María Lasa       | Pedro Vilardebo       |
| 1981       | José Luis López Cerrón  | Elualio Garcia          | Vicente Belda         |
| 1982       | Jesús Suárez Cueva      | Eulalio Garcia          | Juan Fernández        |
| 1983       | Juan Fernández          | Juan Carlos Alonso      | Marino Lejarreta      |
| 1984       | José Luis Navarro       | Jesús Rodríguez Magro   | Felipe Yáñez          |
| 1985       | Federico Echave         | José Recio              | Iñaki Gastón          |

| År   | Vinnare              | Tvåa                   | Trea              |
| 1986 | Federico Echave      | Marino Lejarreta       | Peter Hilse       |
| 1987 | Julián Gorospe       | Federico Echave        | Marino Lejarreta  |
| 1988 | Jørgen Vagn Pedersen | Peter Hilse            | Vicente Ridaura   |
| 1989 | Marino Lejarreta     | Álvaro Pino            | Federico Echave   |
| 1990 | Iñaki Gastón         | Jesús Montoya          | Marino Lejarreta  |
| 1991 | Jesús Montoya        | Julián Gorospe         | Jon Unzaga        |
| 1992 | Federico Echave      | Mikel Zarrabeitia      | Iñaki Gastón      |
| 1993 | Jon Unzaga           | Pedro Delgado          | Fernando Escartín |
| 1994 | Melchor Mauri        | Jesús Montoya          | Raúl Alcalá       |
| 1995 | Laurent Jalabert     | Mauro Gianetti         | Fernando Escartín |
| 1996 | Mauro Gianetti       | Pascal Richard         | Piotr Ugrumov     |
| 1997 | Mikel Zarrabeitia    | Laurent Jalabert       | Stéphane Heulot   |
| 1998 | Roberto Heras        | Udo Bölts              | Daniel Clavero    |
| 1999 | Roberto Heras        | Davide Rebellin        | David Etxebarria  |
| 2000 | Unai Etxebarria      | Udo Bölts              | Roberto Heras     |
| 2001 | Igor Astarloa        | Eddy Mazzoleni         | Gianni Faresin    |
| 2002 | Ángel Vicioso        | Unai Etxebarria        | David Etxebarria  |
| 2003 | Alejandro Valverde   | Samuel Sánchez         | Nicki Sørensen    |
| 2004 | Alejandro Valverde   | Eddy Mazzoleni         | Jens Voigt        |
| 2005 | David Etxebarria     | Damiano Cunego         | Aitor Osa         |
| 2006 | Carlos Sastre        | Damiano Cunego         | Joaquim Rodríguez |
| 2007 | Joaquim Rodríguez    | Alejandro Valverde     | Matteo Bono       |
| 2008 | Damiano Cunego       | Alejandro Valverde     | Kjell Carlström   |
| 2009 | Alejandro Valverde   | Egoi Martínez          | José Herrada      |
| 2010 | Samuel Sánchez       | Igor Antón             | Fränk Schleck     |
| 2011 | Jonathan Hivert      | David López García     | Nick Nuyens       |
| 2012 | Giovanni Visconti    | Alejandro Valverde     | Igor Antón        |
| 2013 | Rui Costa            | Pablo Urtasun          | Alberto Contador  |
| 2014 | Pello Bilbao         | Gorka Izagirre         | David Belda       |
| 2015 | José Herrada         | Jevgenij Sjalunov      | Carlos Barbero    |
| 2016 | Giovanni Visconti    | Gorka Izagirre         | Sergio Pardilla   |
| 2017 | Gorka Izagirre       | Wilmar Paredes         | Rui Vinhas        |
| 2018 | Andrey Amador        | Alejandro Valverde     | Wilmar Paredes    |
| 2019 | Carlos Betancur      | Carlos Julián Quintero | Eduard Prades     |